# Tillandsia diguetii
Tillandsia diguetii es una especie de planta epífita dentro del género  Tillandsia. Es originaria de México

## Cultivar
- Tillandsia 'Squatty Body'[1]

## Taxonomía
Tillandsia diguetii fue descrita por Mez & Rol.-Goss. y publicado en Repertorium Specierum Novarum Regni Vegetabilis 14: 250–251. 1916.
Etimología
Tillandsia: nombre genérico que fue nombrado por Carlos Linneo en 1738 en honor al médico y botánico finlandés Dr. Elias Tillandz (originalmente Tillander) (1640-1693).
diguetii: epíteto